# Mossjötjärnen
Mossjötjärnen är en sjö i Hagfors kommun i Värmland och ingår i Göta älvs huvudavrinningsområde. Sjön är 10 meter djup, har en yta på 0,0827 kvadratkilometer och befinner sig 182,2 meter över havet.

## Delavrinningsområde
Mossjötjärnen ingår i det delavrinningsområde (666339-138699) som SMHI kallar för Utloppet av Ämten. Medelhöjden är 210 meter över havet och ytan är 18,19 kvadratkilometer. Räknas de 81 avrinningsområdena uppströms in blir den ackumulerade arean 1 105,15 kvadratkilometer. Årosälven (Uvan) som avvattnar avrinningsområdet har biflödesordning 2, vilket innebär att vattnet flödar genom totalt 2 vattendrag innan det når havet efter 364 kilometer. Avrinningsområdet består mestadels av skog (64 procent) och sankmarker (13 procent). Avrinningsområdet har 2,47 kvadratkilometer vattenytor vilket ger det en sjöprocent på 13,6 procent.